# Guy Cloutier (écrivain)
 (mai 2008).
Si vous disposez d'ouvrages ou d'articles de référence ou si vous connaissez des sites web de qualité traitant du thème abordé ici, merci de compléter l'article en donnant les références utiles à sa vérifiabilité et en les liant à la section « Notes et références ».
Pour les articles homonymes, voir Guy Cloutier et Cloutier.
Guy Cloutier est un poète, dramaturge, écrivain et critique littéraire québécois né le 11 février 1949 à Québec. Il est le fondateur des soirées Les Lundis du Temporel.

## Biographie
Guy Cloutier a étudié à l'Université Laval, où il y a obtenu un doctorat en littérature française. Il a enseigné la littérature et la création littéraire au Cégep Lévis-Lauzon, au Cégep de Limoilou et à l'Université Laval. Que ce soit à titre d'écrivain ou de critique littéraire, il a collaboré à de nombreuses revues littéraires au Québec, en France et en Belgique, notamment à la radio de Radio-Canada, au journal Le Soleil (Québec), à la revue Nuit blanche (Québec) ainsi qu'au Magazine littéraire (France). Il a aussi travaillé comme critique littéraire et comme jury au Conseil des arts du Canada. 
Guy Cloutier a publié, depuis 1978, une trentaine d'ouvrages dans la plupart des genres littéraires, au Québec et en France. On lui doit notamment, en poésie, Rue de nuit, orné de dix lavis de Lucienne Cornet, Affûts, avec des œuvres d'Andrée Laliberté, ainsi que Des causes perdues, un livre de nouvelles publié à l'automne 2000, avec des dessins de Julius Baltazar et des calligraphies de Jean Cortot.
En 2006, il publie Ce tressaillement du loup (avec des œuvres de René Laubiès) chez Bernard Dumerchez éditeur (Paris) et Le goût de l'autre : propos sur les Poètes de l'Amérique française, dans lequel il présente 52 auteurs qui ont tous déjà fait partie de soirées de récital dont il est le fondateur.
Guy Cloutier assume la direction artistique des Poètes de l'Amérique française depuis leur création avec la soprano Marlène Couture en 1996. Aujourd'hui, Pascale Lepage en est la codirectrice artistique.
Au printemps 2007, il publie L'étincelle suffit à la constellation, avec des œuvres de Julius Baltazar, Frédéric Benrath et René Laubiès, aux éditions du Noroît.

## Publications

### Romans et récits
- Les chasseurs d'eaux, illustré par Céline Le May, Montréal, Estérel, 1978, 46 p. (édition limitée à 90 exemplaires).
- La main mue, Montréal, L'Hexagone, 1979, 119 p.  (ISBN 289006154X).
- La cavée, Montréal, L'Hexagone, 1987, 138 p.  (ISBN 2890062627).
- Ces bois qui pleurent, photographies par Joanne Tremblay, Montréal, le Noroît, « coll. Lieudit » 2010.  (ISBN 978-2-89018-676-7).

### Poésie
- Margelles, avec Céline Le May, Montréal, Estérel, 1980, 41 p.  (ISBN 2920044141) (édition limitée de 60 exemplaires).
- Cette profondeur parfois, Montréal, L'Hexagone, 1981, 71 p.  (ISBN 2890061868).
- L'Heure exacte, illustré par Jean-Pierre Vignal, Saint-Lambert, Éditions du Noroît, « coll. L'Instant d'après », 1984, 55 p.  (ISBN 2890180905).
- Beau lieu, illustré par Valère Novarina, Saint-Lambert, Éditions du Noroît, 1989, 77 p.  (ISBN 2890181812).
- Rue de nuit, illustré par Lucienne Cornet, Montréal, Éditions du Noroît, 1992, 58 p.  (ISBN 2890182444).
- Affûts, illustré par Andrée Laliberté, Saint-Lambert, Éditions du Noroît, 1996, 80 p.  (ISBN 2-89018-351-3).
- Affûts, précédé de Rue de nuit, Montréal, Éditions du Noroît, 2006, 114 p.  (ISBN 2-89018-591-5).
- L'étincelle suffit à la constellation, illustré par René Laubiès, Frédéric Benrath et Julius Baltazar, Montréal, Éditions du Noroît, 2006, 131 p.  (ISBN 978-2-89018-598-2).
- Ce tressaillement du loup, Paris, Dumerchez, 2006.
- Plus sombre le cygne, Rivières (France), éd. Rivières, 2008 (édition limitée).
- L'Illumination du tragique, choix et présentation par Denise Desautels, Montréal, Édition du Noroît , « coll. Ovale », 2008, 231 p.  (ISBN 978-2-89018-645-3).
- Pouvoir assassin, Rivières (France), Éditions Rivières. Tirage limité à 12 exemplaires, œuvres originales de Patrice Pouperon, 2009.
- Un lent soulèvement, illustré par Pierre Pardon, Montréal, Le Noroît, 2012, 70 p.  (ISBN 978-2-89018-743-6).
- Les chiens fous pleurent la nuit,  illustré par Alexa Daerr, Montréal, Le Noroît, 2015, 49 p.  (ISBN 9782890189157).
- L’homme est partout, Poèmes de Guy cloutier et de Lionel Ray, œuvres de Julius Baltazar, livre d’artiste, 6 exemplaires, Le livre pauvre, Paris, 2016.
- 4 poèmes Placards-Broadsides, Traduction de Joshua Watsky, Wequetequock Cove, New Haven, œuvres de Julius Baltazar, tirés sur velin d’arches à 24 exemplaires numérotés et signés. Imprimés par François Huin typographe à l’Hai-Les-Roses, 2019.
- Ce qui vêt dénude, poèmes. Accompagnements graphiques de Bernard Filippi, Trois-Rivières,  Les écrits des Forges, 2023.

### Théâtre
- La Corriveau (sic), présenté par le théâtre La Commune au Périscope, dans une mise en scène de Denise Verville, du 12 au 30 janvier 1993.
- La Corrivaux, dramatique télévisuelle, Société Radio-Canada, Les Beaux dimanches, réalisation de Jean Salvy. (janvier 1995).
- Le Procès de Marie-Antoinette, présenté par le théâtre La Commune au Musée de la civilisation de Québec, dans une mise en scène de Denise Verville, du 14 au 19 novembre 1989.
- La Répétition, lecture publique présentée par le Centre dramatique de Québec. Direction : Manon Vallée ; lecteurs : Lorraine Côté, Marie Michaud, Marie-Ginette Guay, Manon Vallée, René Massicotte et Denis Bernard, théâtre La Bordée, 21 février 1983.
- La Statue de fer, Montréal, VLB, 1982, 163 p.  (ISBN 2890051560)

### Essais
- Entrée en matière(s), Montréal, L'Hexagone, « coll. Essais littéraires », 1988, 208 p.  (ISBN 2890062945).
- Des causes perdues, Québec, L'Instant même, 2000, 118 p.  (ISBN 2-89502-139-2).
- Le goût de l'autre : propos sur les Poètes de l'Amérique française, Montréal, Éditions du Noroît, 2006, 236 p.  (ISBN 2-89018-569-9).

### Nouvelles
- Ce qu'il faut de vérité, Québec, L'Instant même, 1994, 105 p.  (ISBN 2-921197-42-1)

### Collaborations
- des écrivains dans la ville - ouvrage collectif, Québec, L'Instant même, 1995.
- Mémoire de l'eau, Pré de la scierie, Aencrage, 2000.
- Regards sur Julius Baltazar, Montréal, Galerie Simon Blais, 2000.
- 17 complices de Julius Baltazar, Paris, Dumerchez, 2006.

### Autres
- Postface à La représentation, roman de Michel Beaulieu, Montréal, Quinze, 1980.
- Ballade à la mémoire de Jeanne Méry, musique de Marie Lafleur, créé par Andrée Samson, comédienne, sur la scène du cégep Lévis-Lauzon, 1983
- Préface à Derrière la vitre, scénario pour la télévision de Paul-André Bourque, Montréal, Triptyque, 1984.
- Choisir la poésie, en coll., Écrits des Forges, 1986, p. 49-51.
- Préface à La survie, nouvelles de Suzanne Jacob. Montréal, Bibliothèque québécoise, 1989.
- L'Exigence de la fidélité, «Hommage à Gabrielle Roy», dans le Programme des festivités soulignant le 10e anniversaire de la bibliothèque Gabrielle-Roy, 1993.
- Lucienne Cornet, en coll. avec Marie Carani, Catalogue d'artiste, Québec, Éditions de la Canoterie, 1993.
- Au dernier assaut la bête affleure, présentation de l'œuvre Le quatuor d'airain de Lucienne Cornet. Le texte a été interprété par la comédienne Marie-Ginette Guay et le soprano Marlène Couture lors de l'inauguration de l'œuvre, à l'automne 1996. Ce texte a été publié dans la revue Espace, n. 38, Hiver 1996-1997.
- Kamouraska-Venise, d'Andrée Laliberté (Présentation). Québec, Galerie Madeleine-Lacerte, 2001. Le texte a été lu dans le cadre d'un récital de la pianiste Nathalie Tremblay donné au vernissage de l'exposition.
- Préface à Trivialités de Michel Beaulieu. Montréal, Le Noroît, 2002.
- Exposition Invitation au voyage. Maison de la culture Frontenac, Ville de Montréal, 2002.
- Tu as traversé la nuit d'un œil allumé, tiré de l'Étincelle suffit à la constellation, musique d'Éric Champagne, créé par Dominique Gagné, ténor et Nathalie Tremblay, pianiste, sur la scène des Poètes de l'Amérique française, Chapelle du Musée de l'Amérique française en 2007.
- Ballade et voix, sur Janacek, poème tiré de Un lent soulèvement, pour voix de soprano et violon, musique de Nathalie Tremblay, Marion Aubert, soprano et Charlotte Juillard, violon, créé sur la scène de la salle Edmond Michelet de la Cité internationale des arts, à Paris, le 13 novembre 2008.
- À demeure in Lucienne Cornet peintures 2006-2011, Éditions Lucienne cornet, 2013.
- Guarda, en mémoire de Marie Densari, sur un poème tiré de Beau lieu, traduit en langue corse par Marcel Acquaviva, musique de Nathalie Tremblay, créé par Battista Acquavica, soprano colorature/sifflet, et Nathalie Tremblay, piano, sur la scène des Poètes de l’Amérique française, à la chapelle du Musée de l'Amérique francophone, le 13 avril 2014.
- Pavane, musique d'Éric Champagne pour voix de soprano et piano, sur le poème "On l'a vu parmi les géraniums", tiré d' Un lent soulèvement,  créé par Peggy Bélanger, soprano et Nathalie Tremblay, piano sur la scène des Poètes de l'Amérique française, à la chapelle du Musée de l'Amérique francophone, le 8 février 2016.
- Que la stupeur soit notre aube in Pierre Pardon/Plaques sensibles, suite. Avec le soutien de la Collectivité territoriale de Corse et de l'hôtel La Villa, Calvi, 2016.

## Prix et honneurs
- 1990 : Chevalier dans l'Ordre des Palmes académiques[1]
- 2001 : Chevalier dans l'ordre des Arts et des Lettres[1]
- 2007 : finaliste pour le prix Alain-Grandbois de l'Académie des lettres
- 2016 : Prix hommage du Salon international du livre de Québec